# Jons
Jons település Franciaországban,  Rhône megyében. Lakosainak száma 1594 fő (2022. január 1.). Jons Balan, Niévroz, Pusignan, Villette-d’Anthon és Jonage községekkel határos.

## Népesség
A település népességének változása:
| Lakosok száma | 1389 | 1456 | 1486 | 1487 | 1508 | 1528 | 1537 | 1530 | 1594 |
|               | 2013 | 2015 | 2016 | 2017 | 2018 | 2019 | 2020 | 2021 | 2022 |